# Schachbrettstein

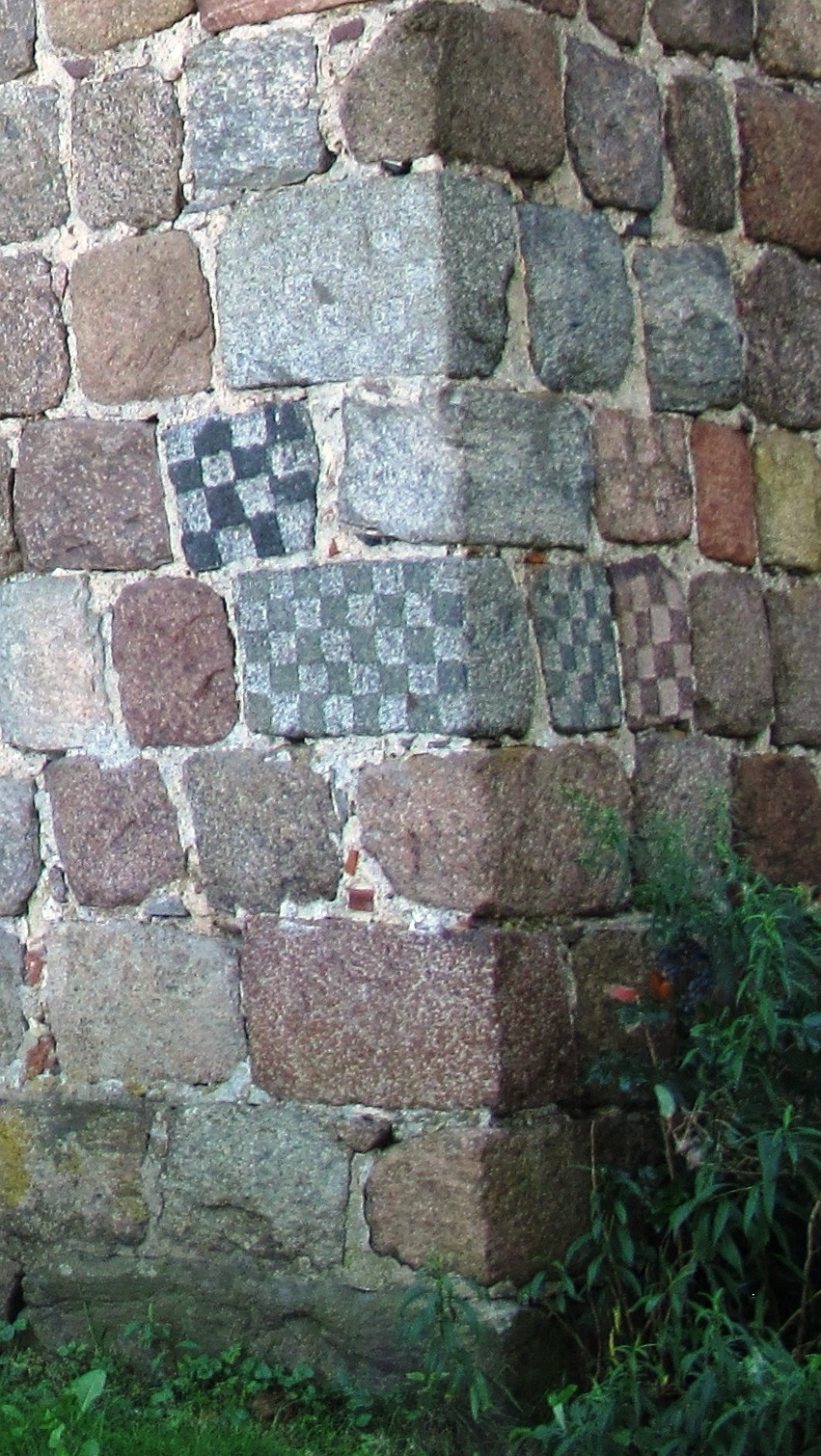
Schachbrettsteine an der Dorfkirche Grunow

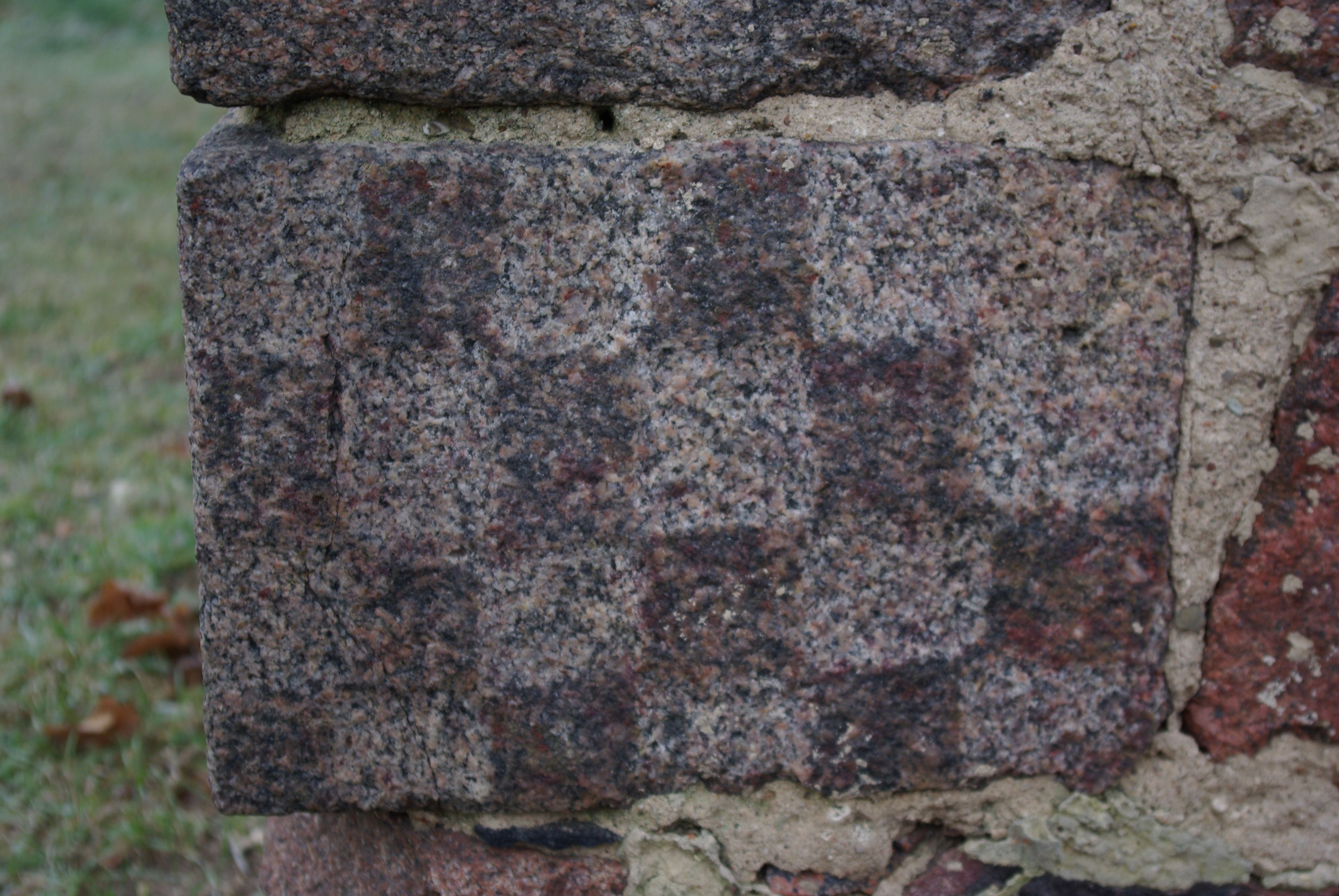
Schachbrettstein in Mallnow

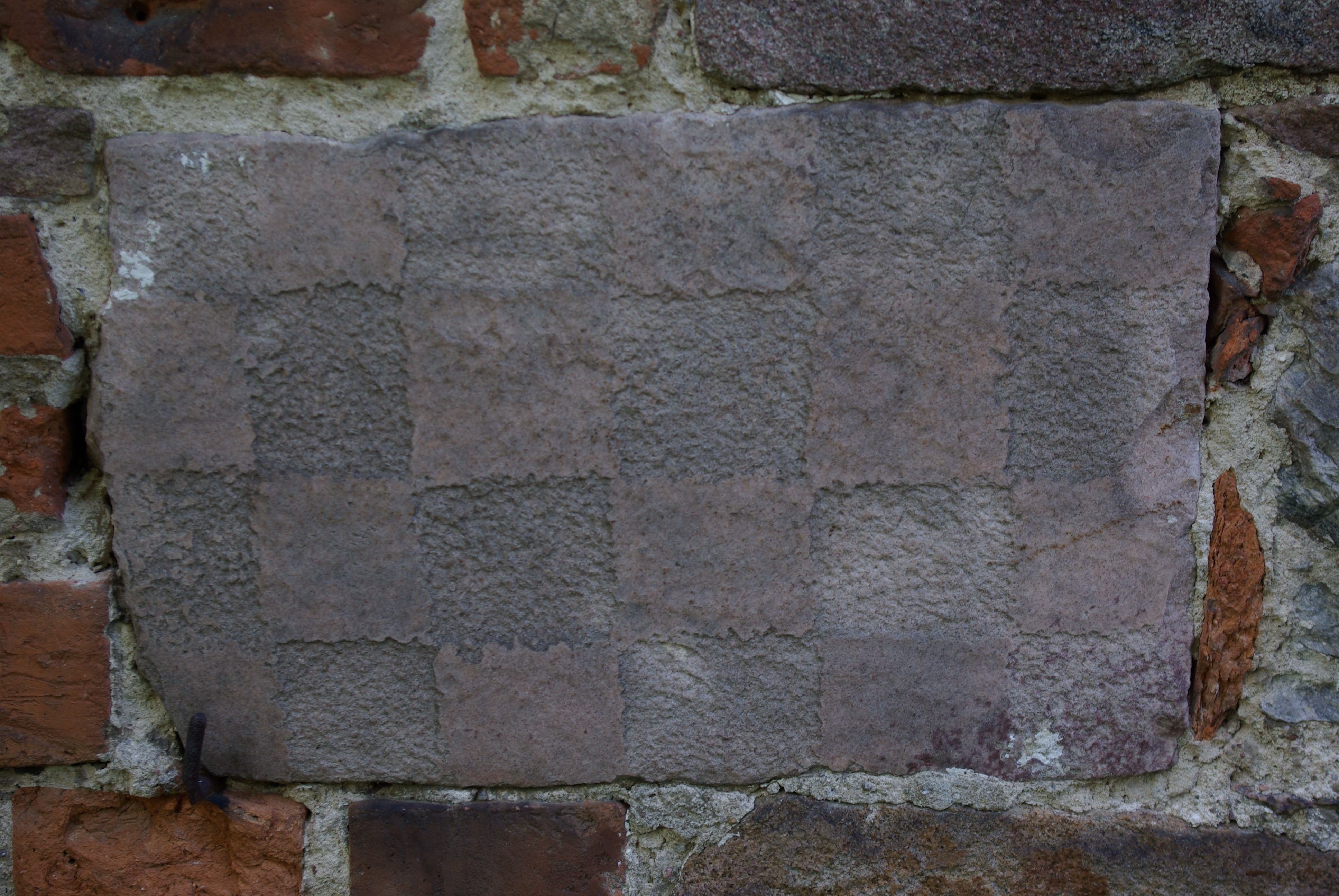
Schachbrettstein in Kleinbeeren, Gemeinde Großbeeren

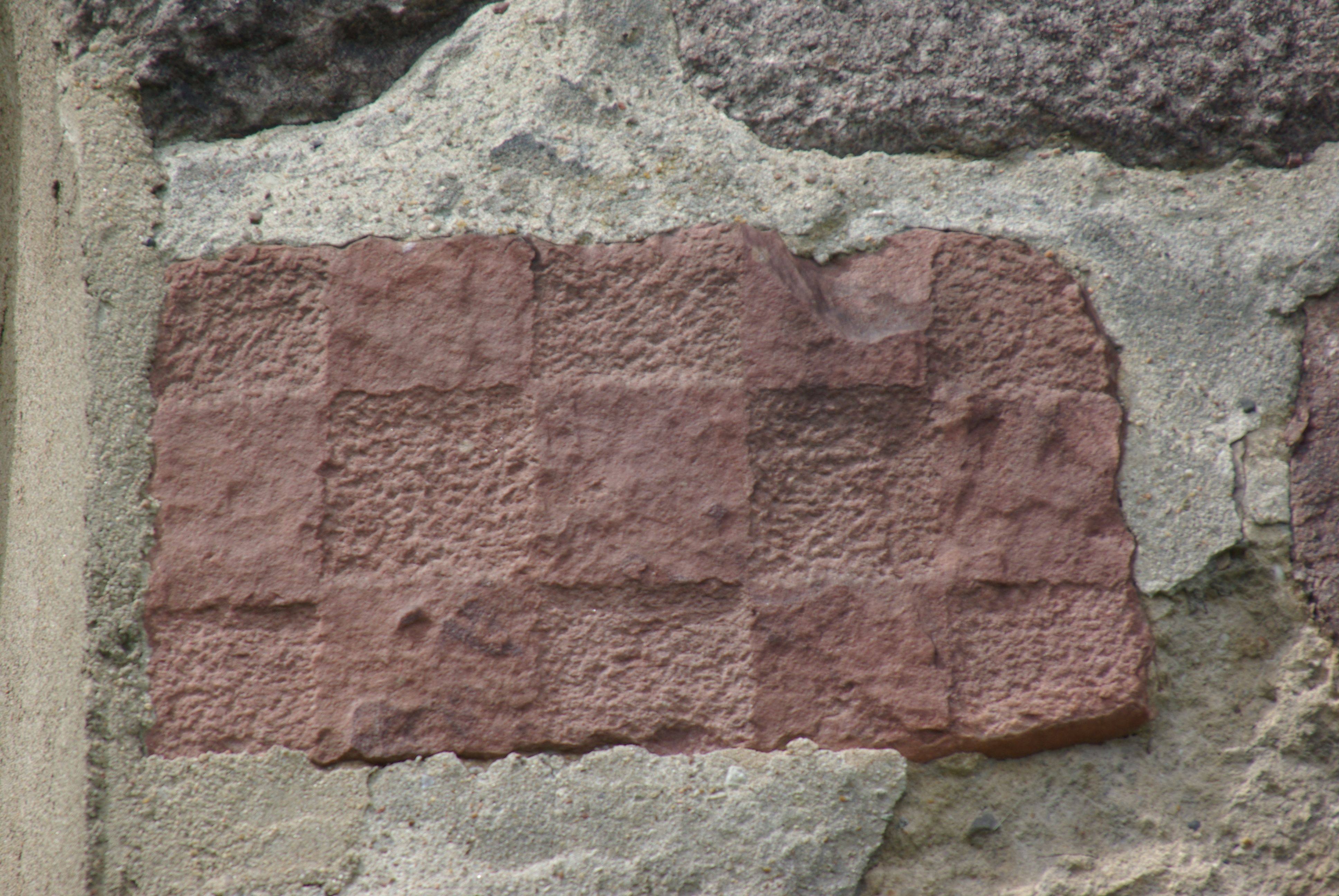
Schachbrettstein an der Dorfkirche Herzberg, Gemeinde Rietz-Neuendorf

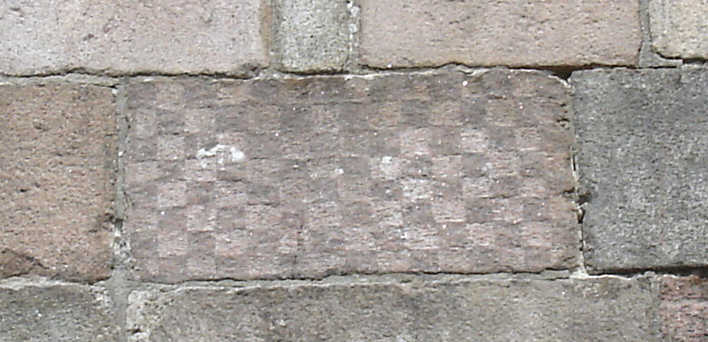
Kirche von Sønderhå (Dänemark)

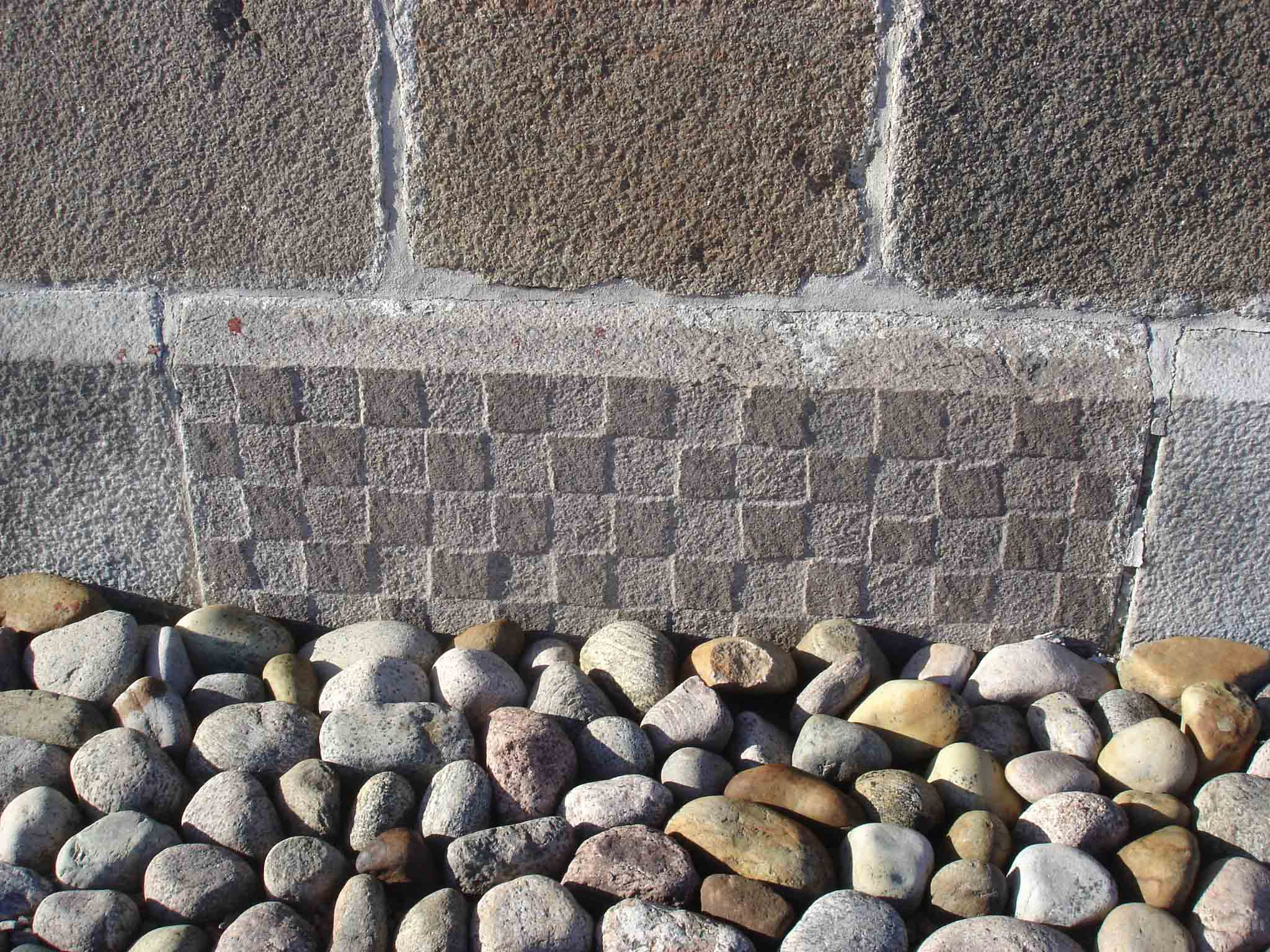
Kirche von Nørre Tranders (Dänemark)

Schachbrettsteine mit ihren meist hellen und dunklen Feldern sind ein seltener Bauschmuck an den Außenwänden mittelalterlicher spätromanischer und frühgotischer Feldsteinkirchen. Sie wurden bevorzugt im Eingangsbereich oder an Mauerecken von Apsis, Chor, Schiff und Turm gut sichtbar angebracht. Die dänischen und deutschen Kirchen mit Schachbrettsteinen stammen aus der gleichen Zeit und in beiden Bereichen muss davon ausgegangen werden, dass die Steine mit dem Kirchenbau assoziiert wurden. Es ist schwierig, sich vorzustellen, dass in beiden Bereichen keine Korrelation zwischen dem Auftreten des gleichen Phänomens besteht.

## Vorkommen
Ebenso wie andere Brettspieldiagramme, beispielsweise Mühle oder Alquerque, findet sich das gerasterte Schachbrettdiagramm häufig im sakralen Kontext mittelalterlicher Kirchenbauten, wo es im allegorischen Sinn für das Gute und Harmonische steht, z. B. in Frankreich und Italien. Steine mit Schachbrettmustern an Feldsteinkirchen konzentrieren sich dagegen auf zwei europäische Regionen: Jütland in Dänemark sowie der Oderraum im heutigen Deutschland und Polen. Weitere Exemplare kommen in Norwegen, Schweden und auf Bornholm vor.

### Deutschland und Polen
Anzutreffen sind die Steine vor allem an 50 Kirchen beispielsweise der Uckermark: Dobberzin, Gerswalde bei Templin, Schmargendorf bei Angermünde, Schönermark, Serwest bei Angermünde, Weselitz bei Prenzlau (heute Gemeinde Uckerfelde), aber auch Retzin (Gemeinde Ramin) und Plöwen im vorpommerschen Teil der Uckermark. In der Niederlausitz: Frankena bei Doberlug-Kirchhain, Werenzhain bei Doberlug-Kirchhain, Pritzen (heute Gemeinde Altdöbern), zwischen Spree- und Havelgebiet: Herzberg (Rietz-Neuendorf), in Neuendorf im Sande, heute Gemeinde Steinhöfel bei Fürstenwalde, Stradow (Spremberg) sowie westlich von Berlin in der Dorfkirche von Groß Glienicke (Stadt Potsdam).
In Märkisch-Oderland finden sich Schachbrettsteine unter anderem an der ehemaligen Zisterzienserinnenkirche von Altfriedland, an den Feldsteinkirchen Hönow, (die Dorfkirche in Grunow weist die ungewöhnliche Zahl von sieben Schachbrettsteinen auf), Mallnow, Ihlow und Friedersdorf. Im Landkreis Oder-Spree gibt es derartige Steine in Tempelberg und am Dom St. Marien zu Fürstenwalde.
Auch östlich der Oder im heutigen Polen sind derartige Steine zu finden, z. B. in Radów, Gosław, Dolsko, Godków, Lubiechów Górny, Kowalów.

### Dänemark
In Nordjütland gibt es 48 Kirchen mit insgesamt 67 Schachbrettsteinen (dänisch Skakbrætsten) z. B. an der Bejstrup, Bislev, Farsø, Grønning, Mejlby, Nørbæk, Nørretranders und Skallerup (mit je 3 Steinen), Skarp Salling, Sønderhå (mit 4 Steinen), Spørring, Svenstrup, Tilst, Vivild (mit 3 Steinen), Kirchenruine von Randrup und der Ørum Kirke. Auf Bornholm findet sich einer in der Sankt Pouls Kirke. Elf Kirchen haben mehrere Schachbrettsteine. Es gibt keine Beispiele aus Südjütland, Fünen und Seeland. An der Verteilung ist auffallend, dass die ältesten Kirchen mit Schachbrettsteinen in Jütland vorkommen, so dass davon ausgegangen werden kann, dass das Phänomen in Dänemark seinen Anfang nahm und von dort durch Bauhütten in die übrigen Regionen ausstrahlte.

## Deutungsversuche
Die Vergesellschaftung von Schachbrettsteinen mit Diagrammen anderer Brettspiele sowie mit Emblemen von Ritterorden legt nahe, dass ihre Verwendung in der zeitgenössischen Metaphorik des Schachspiels begründet ist, das in Europa im 12. und 13. Jahrhundert vor allem durch den Ritterstand verbreitet wurde. Weitere Charakteristika der Ornamentsteine erklären sich ebenfalls im Zusammenhang mit der mittelalterlichen Schachlogik, beispielsweise ihre bevorzugte Position im Gebäudeeckverband, ihre Verwendung in Kirchen mit Marien- und Christus-Patrozinien sowie ihre Verbindung mit volkstümlichen Teufelslegenden.
Eine andere Erklärung geht davon aus, dass sie als eine Art Wappen der Askanier oder der Zisterzienser zu verstehen seien, da einige Kirchen in deren Machtbereich entstanden und vermutlich aus diesem Grunde entsprechend gekennzeichnet waren. Die Kirchen stammen zumeist aus der Zeit der Osterweiterung in der ersten Hälfte des 13. Jahrhunderts, als das Gebiet von den aus dem Westen kommenden Askaniern in Besitz genommen und christianisiert wurde. Diese Deutung erklärt jedoch nicht ihr Vorkommen im skandinavischen Raum.
Eine weitere These kommt zu dem Schluss, es könnte sich um Zunftzeichen der Maurer, Zimmerleute und Steinmetze handeln, die bei den Bauten tätig wurden. Doch dafür ist die Herstellung derartiger Muster viel zu aufwendig.
Die Steine sind anscheinend auch keine Schmuckelemente, denn dazu ist der Ort ihrer Anbringung (Ecken und Winkel) ungeeignet.
Schachbrettmuster gehören im weitesten Sinne zu den Netz- oder Gitterformen, die in ihrer Gesamtheit als unheilabwehrend (apotropäisch) verstanden werden können. Diese Interpretation wird untermauert durch die ausschließliche Anbringung der Steine an Außenwänden. Als Zeichensteine kommen geometrische Ritzungen bereits seit der Vorzeit vor.

## Legende
Eine andere Deutung bezieht sich auf eine Legende: Der Teufel spielte Schach mit dem Herrn um den Bau der Kirchen und die armen Seelen. Als er verlor, bekam das Schachbrett zur Erinnerung seinen Platz beim Bau der Kirche in Form dieser Steine. Schwarz und weiß stünden somit für Gut und Böse, Leben und Tod, Anfang und Ende.

## Sonstiges
Weiterhin gibt es Steine mit Rhombenmuster, welche dem Damebrett des Mittelalters entsprechen, aber auch Zacken-, Linien- und Kreuzmuster, wie das Jerusalemer Kreuz der Templer und Zeichensteine.